# Organisation de coopération des syndicats autonomes
Pour les articles homonymes, voir FRC.
L'Organisation de coopération des syndicats autonomes (en néerlandais Organisatie van Samenwerkende Autonome Vakbonden, OSAV) est une organisation syndicale du Suriname fondée en 1985, à la suite d'une scission au sein de l'Alliance générale des syndicats du Suriname.
Elle est affiliée à la Confédération syndicale internationale et à la Confédération syndicale des travailleurs et travailleuses des Amériques.